# Liste der Monuments historiques in Blénod-lès-Pont-à-Mousson
Die Liste der Monuments historiques in Blénod-lès-Pont-à-Mousson führt die Monuments historiques in der französischen Gemeinde Blénod-lès-Pont-à-Mousson auf.

## Liste der Immobilien
| Bezeichnung       | Beschreibung          | Standort                    | Kennzeichnung | Schutzstatus | Datum | Bild           |
| ----------------- | --------------------- | --------------------------- | ------------- | ------------ | ----- | -------------- |
| Kirche St-Étienne | romanischer Kirchturm | Avenue Victor Claude (Lage) | PA00105999    | Inscrit      | 1926  | weitere Bilder |

## Liste der Objekte
| Bezeichnung                | Beschreibung                                                                 | Standort                        | Kennzeichnung | Schutzstatus | Datum | Bild |
| -------------------------- | ---------------------------------------------------------------------------- | ------------------------------- | ------------- | ------------ | ----- | ---- |
| Zwölf-Apostel-Retabel      | Stein, Anfang des 16. Jahrhunderts                                           | in der Kirche St-Étienne (Lage) | PM54000073    | Classé       | 1972  |      |
| Skulpturennische           | umgenutzte Expositionsnische des alten Hauptaltars; Holz, vergoldet, um 1725 | in der Kirche St-Étienne (Lage) | PM54000075    | Classé       | 1979  |      |
| Pietà                      | Holz, farbig gefasst, 1740                                                   | in der Kirche St-Étienne (Lage) | PM54001420    | Inscrit      | 1994  |      |
| Altaraufbau und Tabernakel | vom alten Hauptaltar; Holz, vergoldet, um 1725                               | in der Kirche St-Étienne (Lage) | PM54000074    | Classé       | 1972  |      |